# 小行星993
小行星993（993 Moultona）是一颗围绕太阳公转的小行星。
該小行星以美國天文學家福里斯特·雷·莫爾頓命名。

## 参数
这颗小行星的绝对星等为11.8等。